# H. R. Gross
Pour les articles homonymes, voir Gross.
Harold Royce Gross, né le 30 juin 1899 et mort le 22 septembre 1987 est un représentant républicain des États-Unis du 3e district du Congrès de l'Iowa pendant treize mandats. Le rôle qu'il joue à la Chambre des représentants, en s'opposant aux mesures de dépenses et aux projets qu'il considère comme du gaspillage, incite le magazine Time à le qualifier de « nuisible utile ».

## Jeunesse
Gross naît dans la ferme de ses parents, près d'Arispe, dans le comté d'Union, dans l'Iowa. Il fait ses études dans les écoles rurales. En 1916, après avoir terminé sa deuxième année de lycée à Creston, dans l'Iowa, il dissimule sa jeunesse pour s'engager dans le service militaire, où il sert d'abord avec la First Iowa Field Artillery dans l'expédition Pancho Villa. Pendant la Première Guerre mondiale, il sert en France avec l'armée américaine de 1917 à 1919. Après la guerre, il suit brièvement le programme d'ingénierie électrique de l'université d'État de l'Iowa, avant d'intégrer l'école de journalisme de l'université du Missouri à Columbia.
Il est reporter et rédacteur pour divers journaux de 1921 à 1935. L'un de ces journaux est la publication de l'Iowa Farmer's Union, qu'il édite de 1929 à 1935. En 1935, il commence à travailler comme commentateur de nouvelles à la radio pour WHO (AM) à Des Moines, dans l'Iowa. L'un de ses collègues de l'antenne à WHO est le jeune Ronald Reagan.
Il rencontre Hazel Webster alors qu'il est journaliste au Parlement de l'Iowa et qu'elle est la secrétaire du procureur général de l'Iowa. Ils se marient en 1929. H. R. et Hazel Gross ont deux enfants, Phillip et Alan.

## Candidat gouverneur de l'Iowa
En 1940, Gross s'oppose au gouverneur en exercice de l'Iowa, George A. Wilson (en), lors des primaires républicaines, menant ce que les journaux appellent une campagne « à vue ». Il se contente de faire des discours à la radio, refuse toutes les invitations à se présenter en personne et ne prononce aucun discours. Il ne perd la primaire que par 15 781 voix sur plus de 330 000 exprimées, dans la course primaire la plus serrée de l'Iowa depuis près de treize ans. Sa campagne est hantée par une déclaration qu'il a faite sept ans plus tôt, alors qu'il écrit et parle pour l'association Farmers' Holiday, et qui semble approuver un épisode de violence collective contre un juge afin d'empêcher une saisie,.
Après sa défaite, Gross rejoint une station de radio de l'Ohio, puis s'installe dans l'Indiana. Après la Seconde Guerre mondiale, il retourne dans l'Iowa et devient présentateur de nouvelles radiophoniques à KXEL, à Waterloo.

## Congrès
En 1948, Gross se présente contre un député sortant de son propre parti, le républicain John W. Gwynne (en). Il arrache l'investiture à Gwynne lors de la primaire républicaine sans l'aide de l'organisation du parti. Lors des élections générales de 1948, alors que le président démocrate Harry S. Truman remporte l'Iowa à la surprise générale et que le démocrate Guy Gillette (en) évince le républicain George A. Wilson (en) du Sénat américain, Gross remporte la première de ses nombreuses victoires écrasantes. Lors de sa victoire la plus serrée, il est le seul membre républicain de la délégation de l'Iowa à la Chambre des représentants des États-Unis à survivre au glissement de terrain des démocrates en 1964. Il est réélu douze fois avant de choisir de se retirer plutôt que de se présenter aux élections de 1974. Il sert sans interruption du 3 janvier 1949 au 3 janvier 1975.

## Conservatisme fiscal
Selon les termes de son successeur, Charles Grassle, Gross acquiert « une réputation légendaire de chien de garde du Trésor ». Il manque rarement un vote par appel nominal et reste souvent dans la Chambre entre les votes, écoutant attentivement les discours et examinant minutieusement les détails des projets de loi en cours, notamment les projets de loi de dépenses. Il dénonce, entre autres, le plan Marshall, les funérailles du président John F. Kennedy (y compris le crédit pour le carburant de la flamme éternelle),, la taille de la garde rapprochée de la Maison-Blanche, le Peace Corps, le programme spatial américain et l'aide étrangère.
Gross refuse également de participer aux voyages du Congrès financés par les contribuables. Comme le rappelle Ed Rollins (en) : Lorsqu'il prend sa retraite, ses collègues députés se cotisent pour lui offrir, ainsi qu'à sa femme Hazel, qui gère son bureau sans être payée, un voyage autour du monde. Les larmes aux yeux, il s'adresse une dernière fois à ses camarades.
Au début des années 1960, il prend position contre la pratique selon laquelle les militaires retraités reçoivent une pension militaire et un autre salaire fédéral. Il s'oppose au rétablissement de l'ancien président Dwight D. Eisenhower dans ses fonctions de général, à moins que le Congrès ne stipule qu'il ne recevrait que sa pension présidentielle et non un salaire de général également,. Gross admet n'avoir qu'un seul regret sur l'ensemble de sa carrière : avoir voté présent plutôt que non sur la résolution du golfe du Tonkin, expliquant que la guerre du Viêt Nam a fini par coûter trop cher.
Le théoricien libertarien Murray Rothbard salue Gross dans le Libertarian Forum (en), soulignant que le membre du Congrès a le meilleur bilan de vote du point de vue libertarien. Avant que Gross ne se retire du Congrès, Rothbard écrit : « Il est agréable de saisir cette occasion pour saluer le Grand Old Man de la vieille droite H.R. Gross de l'Iowa, un personnage merveilleux et sournois presque sorti des livres d'histoires ».

## Indépendance
Gross est également connu pour son indépendance, à tel point que le leader de la minorité de la Chambre des représentants de l'époque, Gerald Ford, fait remarquer qu'« il y a trois partis à la Chambre : les démocrates, les républicains et H.R. Gross ». Se débarrassant des pressions exercées par l'administration Eisenhower pour qu'il soutienne une mesure d'aide à l'étranger en faveur du développement économique, Gross plaisante : « J'ai reçu mes derniers ordres en 1916-19 ».
Le mode de vie personnel de Gross reflète ses opinions conservatrices sur le plan fiscal. Il vit frugalement et assiste rarement aux fêtes ou aux réceptions sociales habituelles de la vie d'un membre du Congrès. On se souvient de lui comme d'un marginal qui préfère s'asseoir dans sa maison de ville et regarder du catch à la télévision,.
En 1966, au plus fort de la guerre du Viêt Nam, alors que de nombreux soldats américains meurent, un bal extravagant à la Maison-Blanche se poursuit jusqu'à trois heures du matin. Dégoûté par cette insouciance, Gross récite au Congrès le poème d'Alfred Noyes intitulé The Victory Ball en signe de protestation ; le poème condamne l'hédonisme d'un bal britannique de l'Armistice et contient le vers « under the dancing feet are the graves » (sous les pieds qui dansent se trouvent les tombes).
Il est également l'un des rares à s'opposer au Uniform Monday Holiday Act (en) de 1968, qui déplace tous les jours fériés fédéraux (autres que le Jour de l'indépendance, le Jour des anciens combattants, le Jour de Noël et le Jour de l'an) au lundi le plus proche. Il fait valoir que cela prive les travailleurs du commerce de détail de leurs vacances, car les magasins de détail restent ouverts.
Cependant, même ses cibles peuvent parler chaleureusement de Gross. Carl Vinson, président de longue date de la commission des forces armées de la Chambre des représentants des États-Unis, dont les projets de loi sur les dépenses de défense font souvent l'objet de critiques de la part de Gross, déclare à propos de ce dernier qu'« il n'y a vraiment pas de bon débat si le député de l'Iowa n'y participe pas ».
Gross vote en faveur des lois sur les droits civils de 1960 (en) et 1968,, ainsi que du 24e amendement de la Constitution des États-Unis, mais vote contre les lois sur les droits civils de 1957 et 1964,, ainsi que la loi sur le droit de vote de 1965.

## H.R. 144
Lorsque Gross était au Congrès, une exception spéciale est faite à la pratique selon laquelle les projets de loi proposés à la Chambre sont numérotés consécutivement. Le numéro H.R. 144 est réservé à chaque session pour l'un des projets de loi du représentant Gross — parce que 144 est égal à une grosse ou douze douzaines, ce qui fait de son titre l'équivalent arithmétique de son nom.

## Mort
Il réside à Arlington, en Virginie, jusqu'à son décès dans un hôpital pour vétérans de Washington, le 22 septembre 1987, en raison de complications liées à la maladie d'Alzheimer. Il est enterré au cimetière national d'Arlington.
Hazel Gross, son épouse depuis 58 ans, décède le 18 mars 1999 à Washington, D.C. Elle a 97 ans.